# (S)-canadina sintasi
La (S)-canadina sintasi è un enzima appartenente alla classe delle ossidoreduttasi, che catalizza la seguente reazione:
(S)-tetraidrocolumbamina + NADPH + H+ + O2 ⇄ (S)-canadina + NADP+ + 2 H2O
Si tratta di una proteina eme-tiolata (P-450), che catalizza una reazione ossidativa che non incorpora ossigeno nel prodotto. L'ossidazione del gruppo metossifenolo dell'alcaloide tetraidrocolumbamina risulta nella formazione del ponte metossi della canadina.